# ТАЛКО Арена
ТАЛКО Арена (тадж. ТАЛКО Арена) — багатофункціональний стадіон у місті Турсунзаде, Республіки Таджикистан. Вміщує 13770 глядачів. Є домашньою ареною футбольного клубу «Регар-ТадАЗ», який бере участь у Вищій лізі чемпіонату Таджикистану. На стадіоні також проводить свої окремі матчі Національна Збірна Таджикистану.

## Історія
Початкова назва стадіону «Металург». Був побудований та відкритий у 1960 році. У 1998 році на місці старого стадіону будівельниками Таджицького алюмінієвого заводу (ТАЛКО) був побудований нинішній стадіон. На той час стадіон мав одну, західну трибуну, яка містила 3050 глядачів. У 2003 році на стадіоні проводили першу реконструкцію, під час якої побудували другу — східну трибуну, і місткість стадіону збільшилася до 6000. У 2008 році відбулася друга реконструкція, під час якої біля стадіону з'явилися дві бічні трибуни, а також перекриття трибун на кшталт даху. Після цієї реконструкції, місткість стадіону склала 13 770.
У 2016—2017 роках проводилася третя за рахунком реконструкція, під час якої стадіон був повністю оновлений, а місткість залишилася колишньою — 13770. Під час реконструкції було проведено повну заміну сидінь, сонцезахисного перекриття трибун і настил нових бігових доріжок, встановлено новітнє звукове обладнання та табло. Також стадіон був обладнаний камерами відеоспостереження. У ході цієї реконструкції було вирішено про перейменування стадіону на «ТАЛКО Арена». Відкриття стадіону відбулося у березні 2017 року.
У 2009 році на стадіоні «Металург» проводився фінальний етап Кубку президента АФК 2009 року.
На стадіоні окрім спортивних турнірів та матчів, проводяться свята та заходи міського та державного масштабів.